# Xianfeng (Enshi)
Der Kreis Xianfeng (chin. 咸丰县; Pinyin: Xiánfēng Xiàn) ist ein Kreis im Autonomen Bezirk Enshi der Tujia und Miao (Enshi Tujiazu Miaozu zizhizhou) im Südwesten der chinesischen Provinz Hubei. Er hat eine Fläche von 2.520 km² und 311.400 Einwohner (Stand: Ende 2019). Sein Hauptort ist die Großgemeinde Gaoleshan (高乐山镇).
Die Tusi-Stätten von Tangya (Tangya tusi chengzhi 唐崖土司城址) aus der Zeit der Mongolen- bis Mandschu-Dynastie stehen seit 2006 auf der Liste der Denkmäler der Volksrepublik China (6-163).